# 蕭福德
蕭福德（1965年6月7日—），是台灣獨立音樂與教會音樂製作人、歌手，曾入圍第4屆金曲獎最佳方言歌曲作詞人，現任台灣音樂文化國際交流協會榮譽理事。其所創作或演唱的詞曲多關注社會底層人物或一般民眾，而作詞也以台語為主。
蕭福德自幼生長在彰化縣大城鄉，經歷了六輕工業園區在家鄉蓋起，因為工業污染讓居民罹患癌症的機率大幅上升，成了「癌症村」，造成他詞曲關注普羅大眾。而他長期參與長老教會活動，也讓他對搖滾樂產生了興趣。服兵役時參與軍樂隊的演出，退伍後晚間兼職在鋼琴酒吧中演唱時，受到音樂人葉旋的鼓勵而開始了歌手的演藝生涯。
在台北時，蕭福德曾居住在萬華一帶，觀察到1990年代在當地的雛妓問題，因而於1992年寫出了「華西街的一蕊花」這首描寫年輕少女被逼為娼的音樂，後也被勵馨基金會的反雛妓運動作為主題曲。2001年與朱約信創立了「搖滾主耶穌」樂團，走訪台灣各地，也為台灣的偏鄉孩童演奏，希望能夠引起學子對於音樂的興趣。在2005年時，蕭福德曾因為債務問題被花旗（台灣）商業銀行催討，在協調會上原以為調解成功，但後來其父收到討債電話，才知花旗銀行將卡債轉賣給其他財務公司，他憤而寫下了「華其銀行欺侮老百姓」一曲。

## 歷年作品
1992「華西街的一蕊花」飛碟唱片（個人專輯）
1994「嘸通偒阮的心」滾石唱片（個人專輯）
1995「春秋大夢」飛碟唱片（個人專輯）
1997「撫摸」（參與音樂製作）
1998「ㄞ國歌曲」（參與音樂製作）
1999「哈利路亞」（參與音樂製作）
1999「擁抱」（參與音樂製作）
2000「風塊哭」詞曲編曲 (黃妃「台灣歌姬之非常女」專輯) 魔岩唱片發行
2000「你不用驚」編曲製作 (金門王李炳輝「Formosa 2000」專輯) 魔岩唱片發行
2001「蘇澳來ㄟ尾班車」(陳明章個人專輯) （參與音樂製作）
2004「主禱文」曲 (搖滾主耶穌「Jesus Rocks!!」專輯) 科藝百代發行
2016 《For More Formosa》（單曲個人專輯）